# Livinus van de Bundt
Levinus Arie Cornelis Jan van de Bundt (Zeist, 5 maart 1909 - Den Haag, 11 oktober 1979) was een Nederlandse avant-garde kunstenaar. Tijdens zijn carrière ontwikkelde hij zich zowel als graficus, schilder, lichtkunstenaar en videokunstenaar. Centraal in zijn kunstenaarspraktijk stond het experiment, wat zich midden de jaren vijftig uitte in het betrekken van elektronica in zijn werk. Dit zorgde voor unieke kunstwerken en enig in Nederland, zoals zijn fotopeintures van de jaren vijftig, chromopeintures van de jaren zestig en videopeintures van de jaren zeventig. 

## Leven en werk
Livinus Van de Bundt volgde een opleiding aan de avondambachtschool in Den Haag en werd in 1927 leerling-graveur. Vanaf 1932 volgde hij een dagcursus schilderen aan de Koninklijke Academie van Beeldende Kunsten in Den Haag. Livinus kon echter moeilijk overweg met de regels op de academie en stopte in 1934 met de opleiding. In dat jaar stopte hij niet enkel met schilderen maar maakte hij ook, zij het tijdelijk, een einde aan zijn werk als graficus. Gedurende een paar jaar ontwierp hij hoeden en accessoires samen met zijn eerste vrouw Anita, die hij huwde in 1931. In 1937 ging hij in de leer bij het befaamde Atelier 17 van de Britse graficus Hayter. Daar ontmoette hij Picasso, wat een grote invloed op Livinus zijn werk had. In 1938, na negatieve kritiek op zijn grafisch werk, besliste hij om zijn werken te vernietigen.
Tijdens de tweede wereldoorlog leefde Livinus ondergedoken. Zijn grafische behendigheid kwam van pas bij het vervaardigen van stempels voor het vervalsen van paspoorten. In 1946 liep zijn huwelijk met Anita stuk en een jaar later huwde hij de keramiste Mieke van der Burgt. Hij woonde en werkte van 1952 tot zijn dood op het landgoed De Voorde in Rijswijk. 
Rond 1935 begon Livinus les te geven als graficus aan de Vrije Studio, de voorloper van de Vrije Academie. Na enkele jaren gesloten te zijn wegens de bezetting in Nederland, richtte Livinus op 1 november 1947 de Vrije Academie op, waarvan hij directeur was tot 1964. Nadien werd hij er opgevolgd door George Lampe. In 1953 werd hij lid van de vereniging Sint Lucas in Amsterdam. Het is in die periode dat Livinus bekendheid begon te verwerven met zijn grafisch werk. Dit reflecteerde zich in deelname aan enkele nationale en internationale tentoonstellingen, zowel in Amsterdam, Brussel als Tokio.
Eind jaren vijftig ontwikkelde Livinus zich tot lichtkunstenaar. Twee jaar na zijn tentoonstelling met grafisch werk in het Stedelijk Museum in Amsterdam, exposeerde hij er opnieuw in 1959 maar ditmaal met zijn 'fotopeintures'. Geïnspireerd door de abstracte foto's van Pim van Os ontwikkelde Livinus een geheel eigen fotografische techniek. Door middel van licht te laten stromen door een staaf met glasvezel vond hij een manier om op lichtgevoelig materiaal te schilderen. De werken die hij hiermee maakte leverden hem in 1964 de Sikkens Prize op.
Livinus zijn drang naar experimenteren stopte echter niet bij zijn fotopeintures. In dezelfde periode ontwikkelde hij zijn discovisieprocedé. Door middel van een elektronische cel aan de arm van een draaitafel werden signaaltjes doorgegeven aan een projectieapparaat. Verscheidene diabeelden, aanwezig op eenzelfde formaat schijf als de draaitafel, konden op die manier geprojecteerd worden. Met deze techniek had Livinus een manier gevonden om het element tijd in zijn werk te betrekken, waardoor zijn werk ook tot de kinetische kunst beschouwd kan worden.

## Tentoonstellingen
- Livinus - grafiek van 1955-57[11]
17 mei 1957 - 23 juni 1957
Stedelijk Museum, Amsterdam
- Livinus - fotopeinture[7]
19 december 1958 - 19 januari 1959
Stedelijk Museum, Amsterdam
- Overzichtstentoonstelling Livinus schildert met licht[10]
  - 19 februari - 11 april 1965: Gemeentemuseum, Den Haag
  - 8 mei - 13 juni 1965: Stedelijk Museum, Amsterdam
  - 20 juni - 25 juli 1965: Groninger Museum voor Stad en Lande, Groningen
  - 13 augustus - 17 oktober 1965: Gemeentemuseum, Arnhem

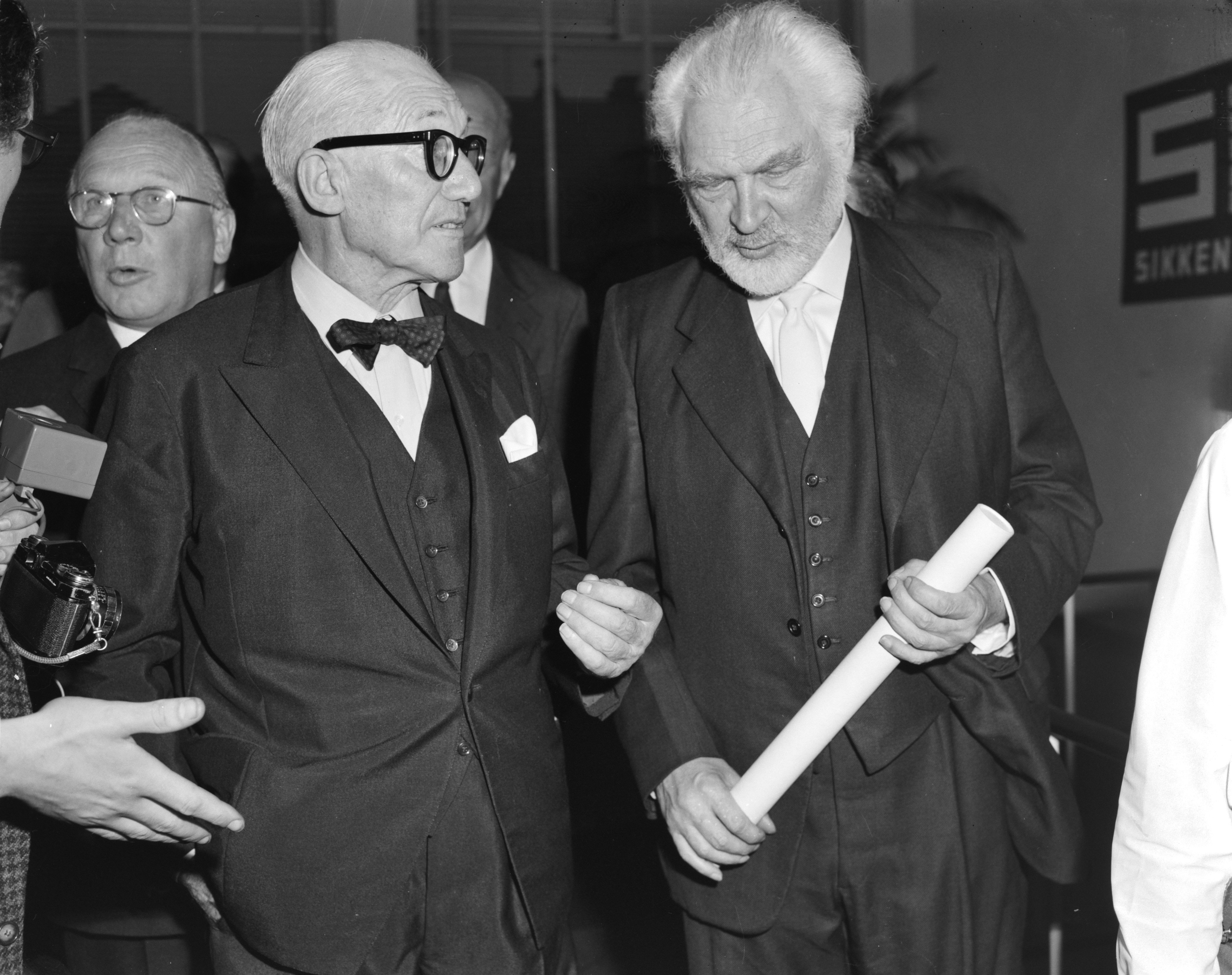
Van de Bundt met Le Corbusier (1964)
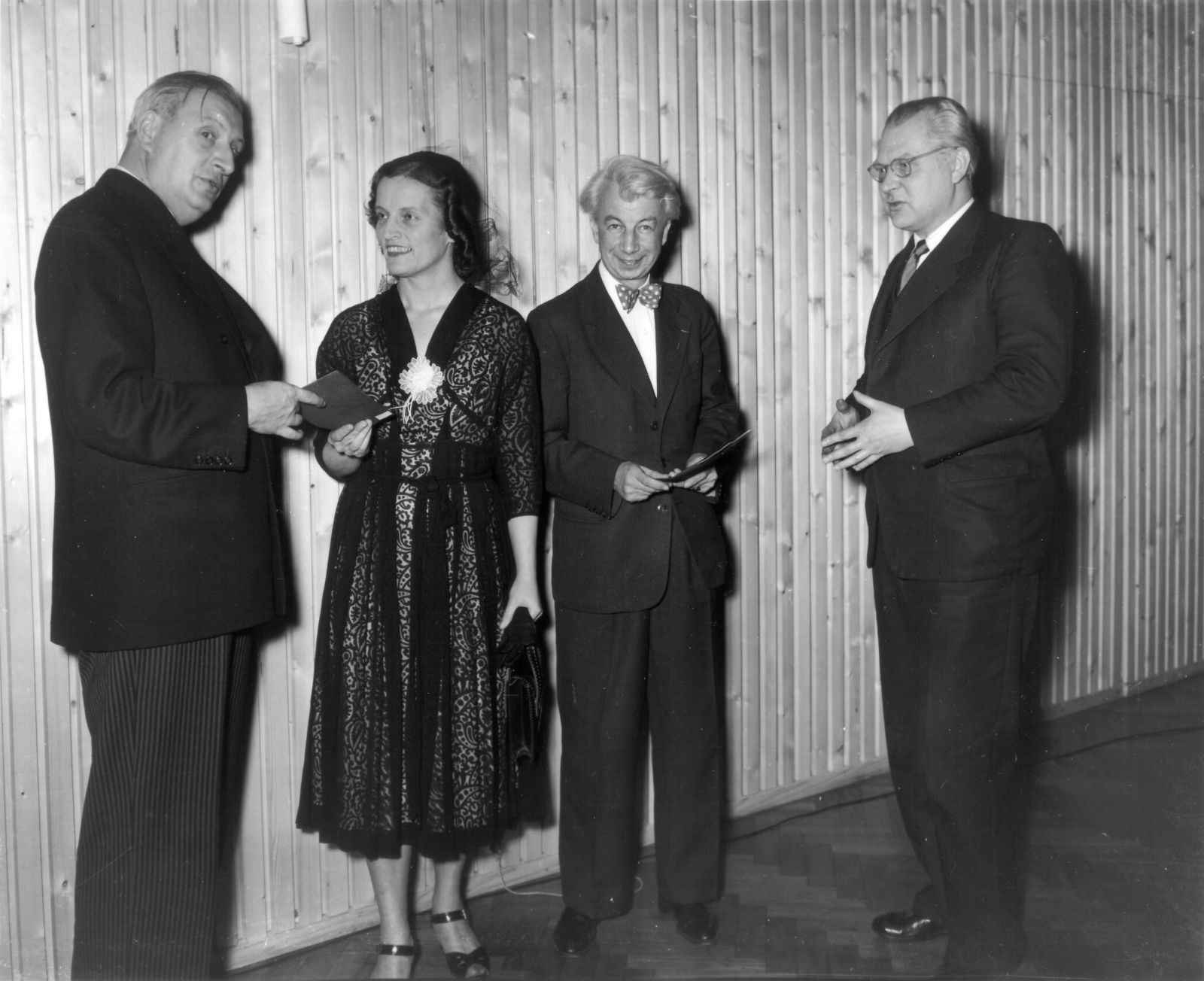
Prijs Kunstenaarsverzet 1952. Van de Bundt rechts, naast Willem Sandberg

- Biografisch Portaal: 11942583
- Gemeinsame Normdatei: 119498375
- International Standard Name Identifier: 0000 0000 7862 2679
- Nederlandse Thesaurus van Auteursnamen: 068296231
- RKD-Nederlands Instituut voor Kunstgeschiedenis: 14036
- Système universitaire de documentation: 19241349X
- Virtual International Authority File: 19519627
- WorldCat: E39PBJdCkCtfmWkWYWDM6dR3Qq